# ハサン2世 (モロッコ王)
ハサン2世（アラビア語: الحسن الثاني, ラテン文字転写: Hassan II、1929年7月9日 - 1999年7月23日）は、モロッコの国王（在位：1961年 - 1999年）。ハッサン2世とも表記される。
かつて発行されていた複数のモロッコ・ディルハム紙幣に肖像が使用されていた。

## 生涯
スルターン・ムハンマド5世の長男に生まれる。首都ラバトの王立大学で高等教育を受け、フランスのボルドー大学で法学の学位を取得した。1953年8月20日にムハンマド5世がフランスによって廃されると、父と共にコルシカ島に送られ、1954年にはマダガスカルに移された。その間父王の政治的顧問として行動した。モロッコ独立派に対してフランスの態度が軟化すると、スルターン一家は1955年11月16日に帰国を果たした。
1956年2月、ムハンマド5世のフランスとのモロッコ独立交渉に同行、その後1956年4月にはモロッコ軍の幕僚長に任命される。同年のリーフでの反仏闘争ではベルベル人軍隊を指揮した。1957年にムハンマド5世はモロッコの君主号をスルターンから国王（الملك）に変更し、7月には正式にハサンを王太子と宣言。父ムハンマド5世の崩御を受けて、1961年3月3日にモロッコ国王に即位した。
ハサン2世の保守的な治世はアラウィー朝での統治を一層強固なものにしたが、政党や封建官僚（マクゼン）との権力協力を拒否していたため政治的な抗議が強かった。民主議会制を残しながらも、時折直接解散権を行使するなどした。議員選挙の際は国王派の政党を重視するなど、野党側の反発も強く、抗議集会や暴動がたびたび王政を脅かした。
1970年代初期には軍隊に抗議の色が広がり、2度の暗殺未遂事件が起こった。一度目は1971年の陸軍士官候補生による事件、二度目は1972年のクーデター未遂で、フランスからラバトへの帰途にあったハサン2世のボーイング727機にモロッコ空軍の軍用機が砲撃したが、命中しなかった。この事件後、1975年、国王派の民族主義集団が西サハラへのモロッコ領有権を主張したこともあって、緊張関係は徐々に沈静化した。
アラブ世界とイスラエルの対立の構図の中、ハサン2世は初期段階の交渉の仲介者としての役割を果たすことが多かった。1975年の「緑の行進」後、今日においても西サハラに対して領有権を主張している。
1960年代から1990年代までの強固な独裁政権時代は「指導の時代」と呼ばれ、反体制派の人々が暗殺され、行方不明になったりした。ハサン2世自身は民主制議会を維持しており、1991年には数百人の政治犯を釈放した。1999年に崩御。長男のサイディ・ムハンマド王太子が国王に即位した。

## 家族
1961年に結婚したラーラ・ラティファ・ハンム王妃（لالة لطيفة أمحزون）との間に5人の子供をもうけた。
- ラーラ・メリヤム王女（للا مريم）長女、1962年 -
- ムハンマド6世（1963年 - ）
- ラーラ・アズマ王女（للا أسماء）次女、1965年 -
- ラーラ・ハズナ王女（للا حسناء）三女、1967年 -
- ムーレイ・ラシード王子（مولاي رشيد）次男、1970年 -

## 逸話
- 日本との繋がりが深く、マッサージ師に日本人女性を雇用していたことがあった。彼女が賃上げ要望をはっきりと表明すると、ハサン2世は正直だということでかえって信頼を深めた。